# Coppa Italia 2008-2009 (hockey su pista)
La Coppa Italia 2008-2009 è stata la 40ª edizione della principale coppa nazionale italiana di hockey su pista. La competizione ha avuto luogo dal 12 settembre al 2 dicembre 2008.
Il trofeo è stato conquistato dal Follonica per la 7ª volta nella sua storia.

## Formula
Al torneo hanno preso parte tutte le 14 formazioni iscritte al massimo campionato. Le formazioni sono state divise in quattro gironi all'italiana di quattro/tre squadre ciascuno. Ogni girone si è svolto con partite di sola andata in sede unica, sul campo di gioco della società miglior offerente.
La prima e la seconda classificata di ogni raggruppamento si è qualificata per i gironi di semifinale (due gruppi di quattro squadre ciascuno), che si sono svolti con la medesima formula. Tutti gli incontri delle prime due fasi sono stati disputati sulla durata di 40 minuti (anziché i canonici 50).
Le vincenti dei due gironi di semifinale si sono affrontate nella finale, con partite di andata e ritorno.

## Squadre partecipanti
| - AFP Giovinazzo - Amatori Lodi - Finalista Coppa Italia 2007-2008 - Bassano 54 - Breganze - Castiglione - CGC Viareggio - Follonica - Detentore Coppa Italia 2007-2008 | - Forte dei Marmi - Marzotto Valdagno - Novara - Roller Bassano - Rotellistica 93 - Seregno - Trissino |

## Risultati

### Prima fase

#### Girone A
Il girone A fu disputato a Lodi il 13 settembre 2008.
| Squadra         | Pt | G | V | N | P | GF | GS | DG |
| --------------- | -- | - | - | - | - | -- | -- | -- |
| Amatori Lodi    | 6  | 2 | 2 | 0 | 0 | 6  | 2  | +4 |
| Roller Bassano  | 3  | 2 | 1 | 0 | 1 | 12 | 9  | +3 |
| Forte dei Marmi | 0  | 2 | 0 | 0 | 2 | 4  | 11 | -7 |

| Lodi 13 settembre 2008, ore 15:00 CEST | Forte dei Marmi | 0 – 1 | Amatori Lodi | PalaCastellotti |

| Lodi 13 settembre 2008, ore 18:30 CEST | Forte dei Marmi | 4 – 10 | Roller Bassano | PalaCastellotti |

| Lodi 13 settembre 2008, ore 21:30 CEST | Amatori Lodi | 5 – 2 | Roller Bassano | PalaCastellotti |

#### Girone B
Il girone B fu disputato a Viareggio dal 12 al 13 settembre 2008.
| Squadra       | Pt | G | V | N | P | GF | GS | DG |
| ------------- | -- | - | - | - | - | -- | -- | -- |
| Seregno       | 7  | 3 | 2 | 1 | 0 | 12 | 6  | +6 |
| CGC Viareggio | 5  | 3 | 1 | 2 | 0 | 8  | 7  | +1 |
| Castiglione   | 3  | 3 | 1 | 0 | 2 | 7  | 5  | +2 |
| Novara        | 1  | 3 | 0 | 1 | 2 | 6  | 15 | -9 |

| Viareggio 12 settembre 2008, ore 20:00 CEST | Seregno | 8 – 3 | Novara | PalaBarsacchi |

| Viareggio 12 settembre 2008, ore 21:30 CEST | CGC Viareggio | 3 – 2 | Castiglione | PalaBarsacchi |

| Viareggio 13 settembre 2008, ore 15:00 CEST | Seregno | 2 – 2 | CGC Viareggio | PalaBarsacchi |

| Viareggio 13 settembre 2008, ore 16:30 CEST | Castiglione | 4 – 0 | Novara | PalaBarsacchi |

| Viareggio 13 settembre 2008, ore 20:00 CEST | Seregno | 2 – 1 | Castiglione | PalaBarsacchi |

| Viareggio 13 settembre 2008, ore 21:30 CEST | CGC Viareggio | 3 – 3 | Novara | PalaBarsacchi |

#### Girone C
Il girone C fu disputato a Valdagno dal 12 al 13 settembre 2008.
| Squadra           | Pt | G | V | N | P | GF | GS | DG |
| ----------------- | -- | - | - | - | - | -- | -- | -- |
| Marzotto Valdagno | 6  | 2 | 2 | 0 | 0 | 5  | 2  | +3 |
| Follonica         | 3  | 2 | 1 | 0 | 1 | 5  | 2  | +3 |
| Rotellistica 93   | 0  | 2 | 0 | 0 | 2 | 3  | 9  | -6 |

| Valdagno 12 settembre 2008, ore 20:45 CEST | Marzotto Valdagno | 1 – 0 | Follonica | PalaLido |

| Valdagno 13 settembre 2008, ore 15:30 CEST | Rotellistica 93 | 1 – 5 | Follonica | PalaLido |

| Valdagno 13 settembre 2008, ore 20:45 CEST | Marzotto Valdagno | 4 – 2 | Rotellistica 93 | PalaLido |

#### Girone D
Il girone D fu disputato a Molfetta dal 13 al 14 settembre 2008.
| Squadra        | Pt | G | V | N | P | GF | GS | DG |
| -------------- | -- | - | - | - | - | -- | -- | -- |
| Bassano 54     | 7  | 3 | 2 | 1 | 0 | 10 | 6  | +4 |
| Trissino       | 5  | 3 | 1 | 2 | 0 | 8  | 7  | +1 |
| AFP Giovinazzo | 2  | 3 | 0 | 2 | 1 | 6  | 7  | -1 |
| Breganze       | 1  | 3 | 0 | 1 | 2 | 5  | 9  | -4 |

| Molfetta 13 settembre 2008, ore 11:00 CEST | AFP Giovinazzo | 1 – 2 | Bassano 54 | PalaPoli |

| Molfetta 13 settembre 2008, ore 16:30 CEST | Breganze | 1 – 2 | Trissino | PalaPoli |

| Molfetta 13 settembre 2008, ore 21:00 CEST | Trissino | 3 – 3 | AFP Giovinazzo | PalaPoli |

| Molfetta 14 settembre 2008, ore 10:00 CEST | Bassano 54 | 3 – 3 | Trissino | PalaPoli |

| Molfetta 14 settembre 2008, ore 15:00 CEST | Breganze | 2 – 5 | Bassano 54 | PalaPoli |

| Molfetta 14 settembre 2008, ore 19:00 CEST | AFP Giovinazzo | 2 – 2 | Breganze | PalaPoli |

### Seconda fase

#### Girone A
Il girone A fu disputato a Viareggio dal 10 all'11 ottobre 2008.
| Squadra       | Pt | G | V | N | P | GF | GS | DG |
| ------------- | -- | - | - | - | - | -- | -- | -- |
| Follonica     | 9  | 3 | 3 | 0 | 0 | 11 | 7  | +4 |
| CGC Viareggio | 4  | 3 | 1 | 1 | 1 | 8  | 8  | 0  |
| Bassano 54    | 3  | 3 | 1 | 0 | 2 | 12 | 9  | +3 |
| Amatori Lodi  | 1  | 3 | 0 | 1 | 2 | 7  | 14 | -7 |

| Viareggio 10 ottobre 2008, ore 19:00 CEST | Follonica | 4 – 2 | Amatori Lodi | PalaBarsacchi |

| Viareggio 10 ottobre 2008, ore 21:30 CEST | CGC Viareggio | 3 – 2 | Bassano 54 | PalaBarsacchi |

| Viareggio 11 ottobre 2008, ore 9:30 CEST | Follonica | 4 – 3 | Bassano 54 | PalaBarsacchi |

| Viareggio 11 ottobre 2008, ore 12:00 CEST | CGC Viareggio | 3 – 3 | Amatori Lodi | PalaBarsacchi |

| Viareggio 11 ottobre 2008, ore 19:00 CEST | Bassano 54 | 7 – 2 | Amatori Lodi | PalaBarsacchi |

| Viareggio 11 ottobre 2008, ore 21:30 CEST | CGC Viareggio | 2 – 3 | Follonica | PalaBarsacchi |

#### Girone B
Il girone B fu disputato a Valdagno dal 10 all'11 ottobre 2008.
| Squadra           | Pt | G | V | N | P | GF | GS | DG |
| ----------------- | -- | - | - | - | - | -- | -- | -- |
| Marzotto Valdagno | 9  | 3 | 3 | 0 | 0 | 9  | 2  | +7 |
| Trissino          | 6  | 3 | 2 | 0 | 1 | 8  | 4  | +4 |
| Seregno           | 3  | 3 | 1 | 0 | 2 | 3  | 7  | -4 |
| Roller Bassano    | 0  | 3 | 0 | 0 | 3 | 0  | 7  | -7 |

| Valdagno 10 ottobre 2008, ore 20:00 CEST | Trissino | 5 – 0 | Roller Bassano | PalaLido |

| Valdagno 10 ottobre 2008, ore 21:30 CEST | Marzotto Valdagno | 5 – 1 | Seregno | PalaLido |

| Valdagno 11 ottobre 2008, ore 14:30 CEST | Roller Bassano | 0 – 1 | Marzotto Valdagno | PalaLido |

| Valdagno 11 ottobre 2008, ore 16:00 CEST | Trissino | 2 – 1 | Seregno | PalaLido |

| Valdagno 11 ottobre 2008, ore 20:30 CEST | Seregno | 1 – 0 | Roller Bassano | PalaLido |

| Valdagno 11 ottobre 2008, ore 21:30 CEST | Marzotto Valdagno | 3 – 1 | Trissino | PalaLido |

### Finale
| Arbitri: | Carmazzi Tartarelli |

|                                        |            |                                                                                           |
| M. Motaran 3'19" M. Cocco 3'52" 24'58" | Marcatori  | 9'54" A. Bertolucci 13'46" M. Bertolucci 15'07" M. Pagnini 30'34" Velazquez 30'50" Molina |
| Alberto Lodi                           | Allenatori | Massimo Mariotti                                                                          |

| Arbitri: | Da Prato (Viareggio) Rotelli (Viareggio) |

|                                           |            |                   |
| M. Bertolucci 17'50" 23'32" 29'03" 31'12" | Marcatori  | 18'12" C. Nicolía |
| Massimo Mariotti                          | Allenatori | Mauro Zini        |